# 孙一文
孙一文（1992年6月17日—）出生于山东省烟台栖霞市，是一名中国女子击剑运动员，主攻重剑项目。
2022年5月3日被授予中国青年五四奖章。

## 战绩
她在2016年夏季奧林匹克運動會中获得女子個人重劍铜牌和女子團體重劍銀牌。2018年，她在雅加达亚运会女子重剑个人项目中获得银牌。在2020年夏季奧林匹克運動會中获得女子個人重劍金牌。
2021年7月24日，孙一文在2020年东京奥运会女子个人重剑决赛中以11-10一剑险胜曾获北京奥运会该项目银牌的罗马尼亚选手安娜·玛丽亚·波佩斯库，成为第一位获得该小项奥运金牌的中国运动员，及第二位获得击剑个人项目奥运金牌的中国女运动员。赛后的新闻发布会上，孙一文透露她出征东京前夕接到父亲病危的消息。
2024年7月26日，孫一文在2024年夏季奧林匹克運動會女子重劍32強，加時決一劍以13:14敗給日本選手吉村美穗，爆冷出局，宣告衛冕失敗。

## 外部連結
- 孙一文在国际奥林匹克委员会的资料
- 孙一文的新浪微博